# ایوان اوخوف
ایوان اوخوف (روسی: Иван Сергеевич Ухов؛ زادهٔ ۲۹ مارس ۱۹۸۶) ورزشکار دو و میدانی پرش ارتفاع اهل روسیه است.
وی همچنین برندهٔ جوایزی همچون نشان دوستی شده‌است.